# Трапезная палата Аптекарского приказа
Трапезная палата Апте́карского прика́за (Нового Аптекарского двора) — историческое здание XVII века в Москве, в Староваганьковском переулке у угла с Воздвиженкой (дом 25/5, строение 19). Объект культурного наследия федерального значения. В настоящее время — часть Музея архитектуры имени А. В. Щусева.

## История
Палата построена в 1676 году как трапезная (столовая) Аптекарского приказа. Так как в 1712 году Аптекарский приказ переведён в Санкт-Петербург, палата в скором времени пожалована князю В. Д. Долгорукову. После ареста князя в 1730 году дом перешёл в казну, затем пожалован картлийскому царю в изгнании Вахтангу VI. При нём в усадьбе был отстроен новый, деревянный, главный дом. Затем здания перешли к его сыну Георгию Багратиони. С 1785 года палата стала служебной постройкой усадьбы П. Ф. Талызина и с тех пор имеет с ней общую историю. В 1945 году в бывшей усадьбе Талызина разместился Музей архитектуры. В палатах Аптекарского приказа, находится один из выставочных залов музея.

## Архитектура
Объём основного этажа — единая двухстолпная палата большого размера (высота около 4 м, толщина стен 1,5 м) с крупными, часто поставленными окнами (всего 14 проёмов, один из них дверной). Её перекрытие — свод с распалубками. Под ней находится подклет, сложенный из грубого камня и состоящий из трёх помещений-погребов, перекрытых коробовыми сводами. Второй этаж первоначально был невысоким, с небольшими окошками с простым обрамлением (вероятно, предназначался для сушки трав), но в 1920-х гг. был перестроен. В конце XVIII века первоначальный декор был сбит. На двух окнах на дворовом фасаде он был восстановлен реставраторами по сохранившимся следам. Декор представляет собой профилированные колончатые наличники.